# Faith (álbum de Pop Smoke)
Faith es el segundo álbum de estudio póstumo del rapero estadounidense Pop Smoke. Fue lanzado a través de Victor Victor Worldwide y Republic Records el 16 de julio de 2021, cuatro días antes de lo que habría sido el cumpleaños número 22 del rapero. Sirve como continuación del álbum de estudio debut comercial y críticamente exitoso de Pop Smoke, Shoot for the Stars, Aim for the Moon (2020). El álbum incluye apariciones especiales de Kanye West, Pusha T, Rick Ross, The-Dream, 21 Savage, Takeoff, Lil Tjay, Swae Lee, Future, Chris Brown, Dua Lipa, Pharrell Williams, Kid Cudi, Quavo, entre otros. Fue apoyado por su sencillo principal, "Demeanor". En su "Deluxe Edition", cuenta con una colaboración con Anuel AA, "Mr.Jones", en la que el puertorriqueño rapea en inglés y en español.
Está canción está considerada la mejor canción del álbum y del año 2021.

## Antecedentes
El 4 de junio de 2021, el gerente de Pop Smoke, Steven Victor, anunció que habría un segundo proyecto póstumo lanzado por el rapero. El productor Rico Beats anunció que Faith estaba "95% cargando la mierda" y también confirmó que él sería uno de los productores del álbum a través de una publicación en Instagram el 15 de junio. "Tell the Vision" estaba inicialmente destinado al álbum de Kanye West, Donda.

## Lanzamiento y promoción
El 23 de junio de 2021, Steven Victor anunció la fecha de lanzamiento del álbum el 16 de julio. También se lanzó un video de avance de Faith, que presenta los aspectos más destacados de la carrera de Pop Smoke y un breve discurso motivador de él. Un sencillo promocional, "Outro", la pista de cierre del álbum, debutó el mismo día. También se confirmó que el álbum tenía diecisiete pistas. Inicialmente, se asumió que el álbum sería homónimo después de que Pop Smoke fuera el título del álbum en Apple Music durante su pedido anticipado como marcador de posición. Víctor anunció el 11 de julio que el álbum se titularía Faith. Al día siguiente, se reveló la portada junto con un video promocional. La lista de canciones fue lanzada el 14 de julio, en lo que se consideró una forma "inusual"; se reveló a través de un sitio web interactivo que permitió a los fanáticos rascar boletos de lotería virtuales para revelar los títulos de las pistas.
La  edición deluxe se lanzó por partes, el día 20 de julio de 2021 para el cumpleaños número 22 de Pop se lanzaron cuatro (4) sencillos, tres son colaboraciones con los artistas Killa, Dread Woo, G Herbo, OnPointLikeOP y TRAV y un solo titulado "Questions". El 30 de julio de 2021 se agregaron a la edición cinco (5) canciones más con los artistas Anuel AA, Rah Swish, Fetty Luciano, Tay Floss y el hermano mayor de Pop, Obasi Jackson.

## Sencillos
El 20 de julio de 2021, "Demeanor" se lanzó como el primer sencillo con la cantante británica Dua Lipa, fue atendida para la radio rítmica contemporánea.

## Lista de canciones
| N.º | Título                                                 | Escritor(es)   | Productor(es) | Duración |  |
| 1.  | «Good News»                                            | Bashar Jackson | 808Melo       | 0:46     |  |
| 2.  | «More Time»                                            | B. Jackson     | Rico Beats    | 2:00     |  |
| 3.  | «Tell the Vision» (con Kanye West y Pusha T)           | B. Jackson     | West          | 3:35     |  |
| 4.  | «Manslaughter» (con Rick Ross y The-Dream)             | B. Jackson     | Daoud         | 4:09     |  |
| 5.  | «Bout a Million» (con 21 Savage y 42 Dugg)             | B. Jackson     | Axl           | 3:23     |  |
| 6.  | «Brush Em» (con Rah Swish)                             | B. Jackson     | 808Melo       | 2:30     |  |
| 7.  | «Top Shotta» (con Pusha T, Travi, The Neptunes y Beam) | B. Jackson     | The Neptunes  | 4:19     |  |
| 8.  | «30» (con Bizzy Banks)                                 | B. Jackson     | Rico Beats    | 3:48     |  |
| 9.  | «Beat the Speaker»                                     | B. Jackson     | 808Melo       | 1:46     |  |
| 10. | «Coupe»                                                | B. Jackson     | Rico Beats    | 2:03     |  |
| 11. | «What's Crackin'» (con Takeoff)                        | B. Jackson     | Rico Beats    | 2:57     |  |
| 12. | «Genius» (con Lil Tjay y Swae Lee)                     | B. Jackson     | Rico Beats    | 3:28     |  |
| 13. | «Mr. Jones» (con Future)                               | B. Jackson     | CashMoneyAP   | 3:34     |  |
| 14. | «Woo Baby»                                             | B. Jackson     |               | 0:28     |  |
| 15. | «Woo Baby» (con Chris Brown)                           | B. Jackson     | Boogz         | 2:36     |  |
| 16. | «Demeanor» (con Dua Lipa)                              | B. Jackson     | Dru Decaro    | 3:04     |  |
| 17. | «Spoiled» (con Pharrell)                               | B. Jackson     | The Neptunes  | 1:44     |  |
| 18. | «8-Ball» (con Kid Cudi)                                | B. Jackson     | Swizz Beatz   | 2:56     |  |
| 19. | «Back Door» (con Quavo y Kodak Black)                  | B. Jackson     | Tahj Money    | 4:03     |  |
| 20. | «Merci Beaucoup»                                       | B. Jackson     | The Neptunes  | 2:55     |  |

Edición de lujo
| N.º | Título                                   | Escritor(es) | Productor(es)      | Duración |  |
| 21. | «Questions»                              | B. Jackson   | 808Melo            | 2:25     |  |
| 22. | «Run Down» (con OnPointLikeOP y G Herbo) | B. Jackson   | Yoz                | 3:00     |  |
| 23. | «Money Man» (con Killa)                  | B. Jackson   | Yamaica            | 2:15     |  |
| 24. | «Defiant» (con Dread Woo y Travi)        | B. Jackson   | Fritz tha Producer | 3:54     |  |
| 26. | «Don't Know Em» (con Rah Swish)          | B. Jackson   | AXL                | 1:51     |  |
| 27. | «Double It» (con Fetty Luciano)          | B. Jackson   | 808MeloBeats       | 2:46     |  |
| 28. | «Mr. Jones» (con Anuel AA)               | B. Jackson   | Foreign Teck       | 3:49     |  |
| 29. | «Bad Boys» (con Obasi Jackson)           | B. Jackson   | Obasi Jackson      | 2:42     |  |
| 30. | «Dior»                                   | B. Jackson   | 808MeloBeats       | 3:36     |  |